# Polygonatum orientale
Polygonatum orientale är en sparrisväxtart som beskrevs av René Louiche Desfontaines. Polygonatum orientale ingår i släktet ramsar, och familjen sparrisväxter. Inga underarter finns listade i Catalogue of Life.